# Mantispa similata
Mantispa similata är en insektsart som först beskrevs av Navás 1922.  Mantispa similata ingår i släktet Mantispa och familjen fångsländor. Inga underarter finns listade i Catalogue of Life.